# Westland (région)
Pour les articles homonymes, voir Westland.

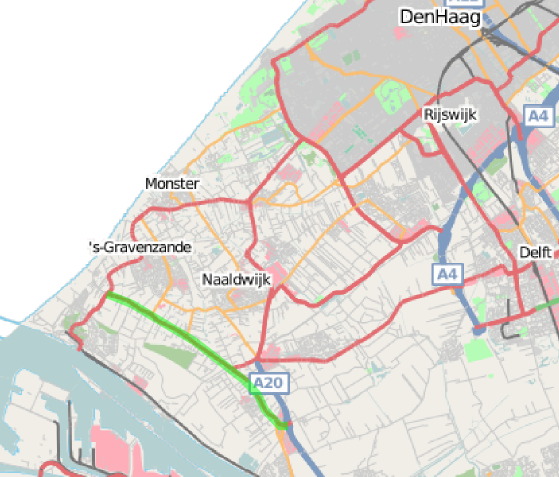
Carte de la région de Westland

Westland est une ancienne région de Hollande-Méridionale comprenant l'ensemble des communes formant aujourd'hui la commune de Westland, Midden-Delfland et Hoek van Holland (elle-même faisant partie de la commune de Rotterdam).
Cette région est connue pour son horticulture en serre.

## Référence
- (en) Cet article est partiellement ou en totalité issu de l’article de Wikipédia en anglais intitulé « Westland (region), Netherlands » (voir la liste des auteurs).